# Tiia Olkkonen
Tiia Olkkonen (* 25. November 1999) ist eine finnische Skilangläuferin.

## Werdegang
Olkkonen wurde in den Jahren 2017 und 2020 finnische Juniorenmeisterin im Sprint und startete im Dezember 2015 in Vuokatti erstmals im Scandinavian-Cup, wobei sie den 74. Platz über 10 km klassisch errang. Beim Europäischen Olympischen Winter-Jugendfestival 2017 in Erzurum belegte sie den 12. Platz im Sprint, den zehnten Rang über 7,5 km Freistil und den neunten Platz über 5 km klassisch. Ihr Debüt im Weltcup gab sie im Februar 2019 in Lahti, welches sie auf dem 50. Platz im Sprint beendete. Bei den U23-Weltmeisterschaften 2020 in Oberwiesenthal kam sie auf den 27. Platz im Sprint. In der Saison 2022/23 holte sie in Toblach mit dem 33. Platz im Sprint ihre ersten Weltcuppunkte und siegte beim Toblach–Cortina-Lauf über 42 km Freistil. Bei den Winter World University Games 2023 in Lake Placid gewann sie die Silbermedaille im Sprint und die Goldmedaille mit der Staffel.